# Paul Lincke

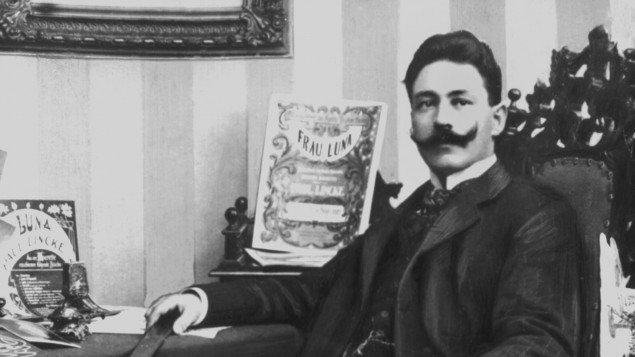
Paul Lincke, 1905

Carl Emil Paul Lincke (* 7. November 1866 in Berlin; † 3. September 1946 in Hahnenklee-Bockswiese) war ein deutscher Komponist und Theaterkapellmeister. Er gilt als „Vater“ der Berliner Operette. Seine Bedeutung für Berlin ist mit der von Johann Strauß für Wien und Jacques Offenbach für Paris zu vergleichen. Paul Lincke lebte in Berlin und wurde mit 19 Jahren bereits Theaterkapellmeister und Musikverleger.

## Leben

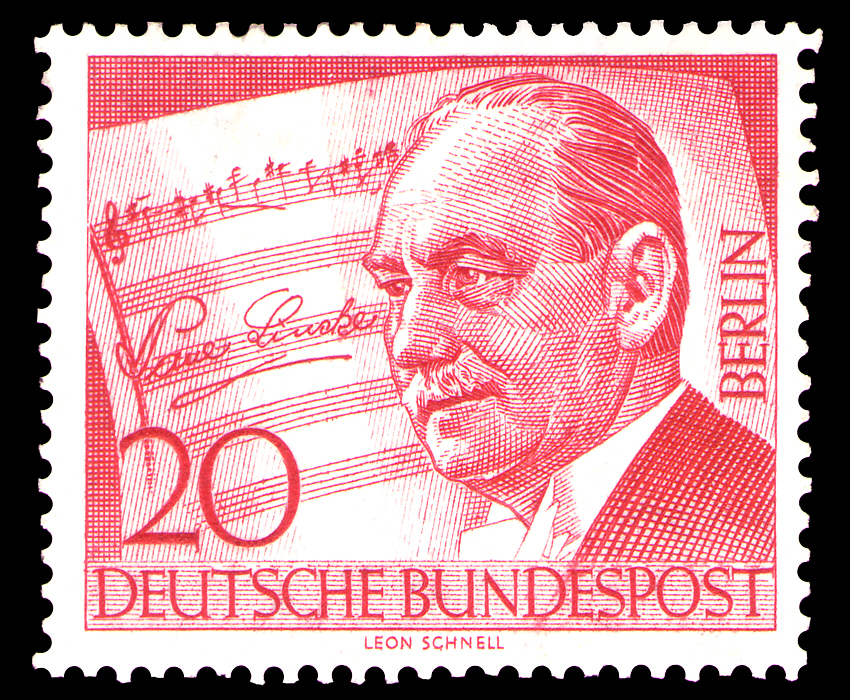
Briefmarke (1956) zum 10. Todestag

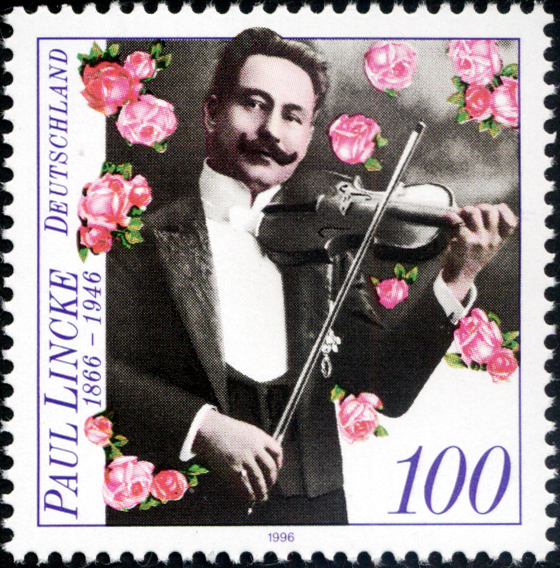
Paul Lincke auf einer Briefmarke zu seinem 50. Todestag

### Herkunft, Ausbildung

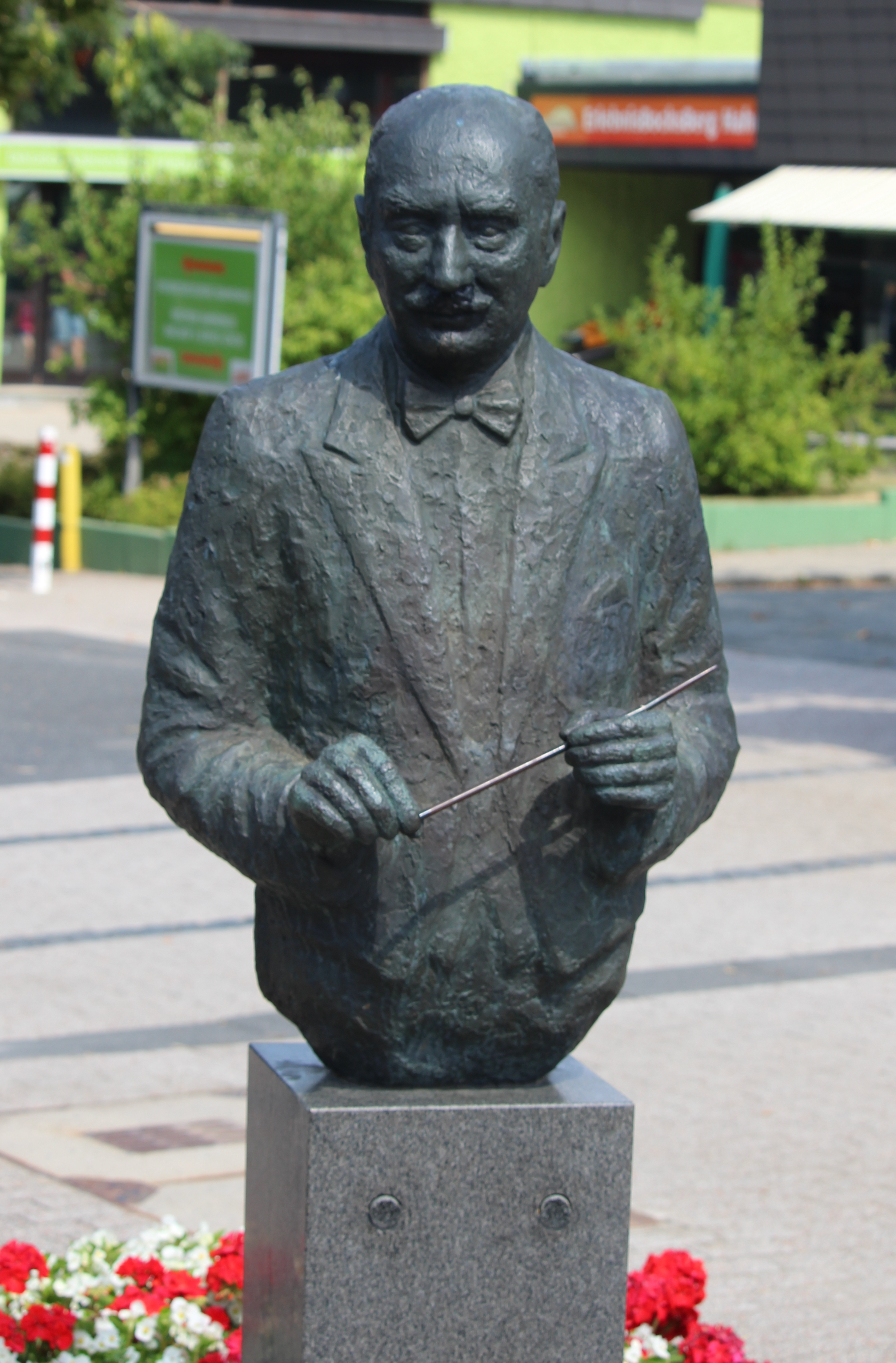
Paul-Lincke-Statue in Hahnenklee

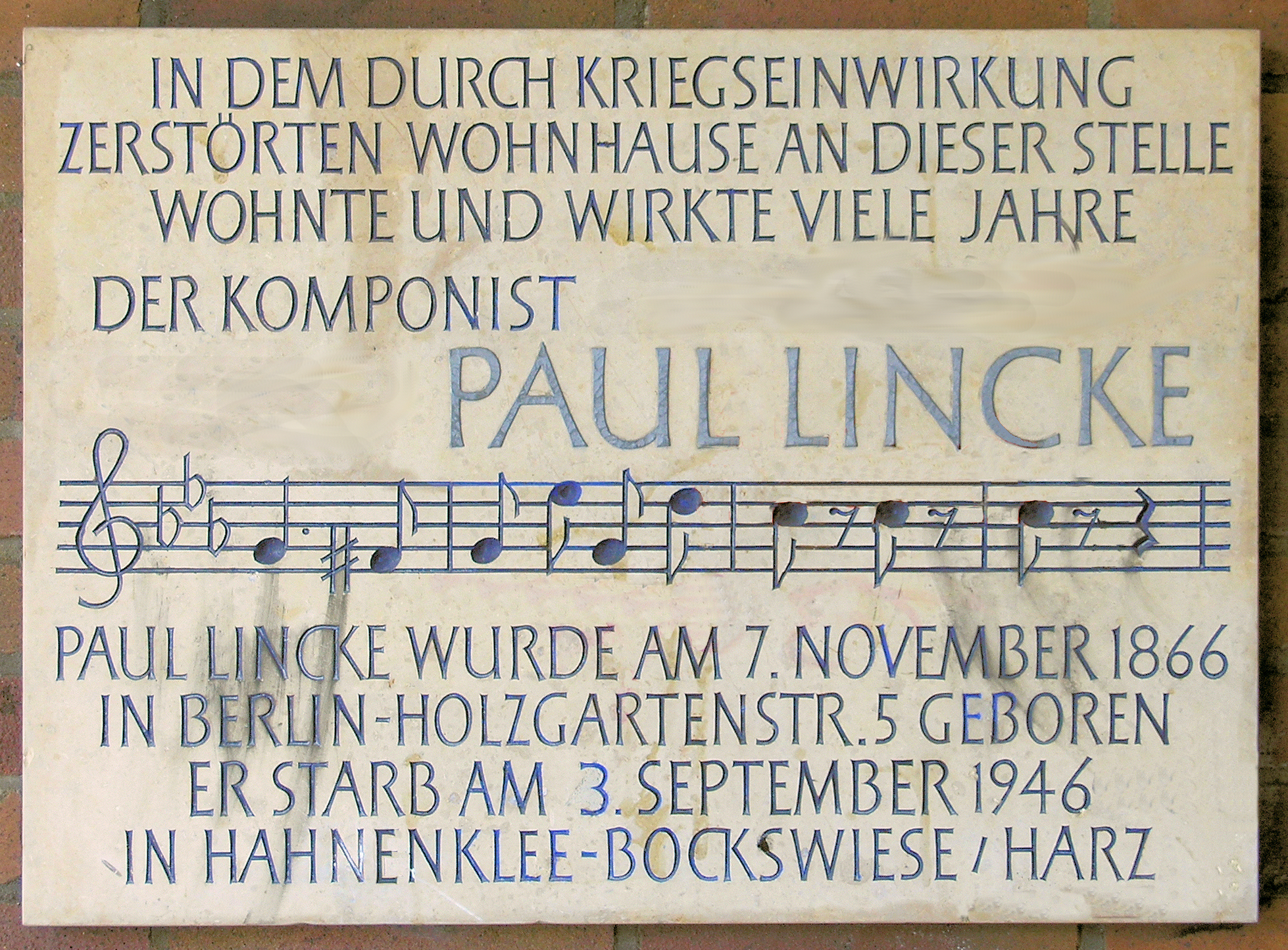
Gedenktafel am Haus Oranienstraße 64 in Berlin-Kreuzberg

Paul Lincke wurde als Sohn des Magistratsdieners August Lincke und seiner Ehefrau Emilie in der Nähe der Berliner Jungfernbrücke geboren. Sein Vater, der als Geiger in mehreren kleinen Orchestern spielte, starb, als Paul Lincke fünf Jahre alt war. Die Mutter zog mit ihren drei Kindern in die Adalbert-, später in die Eisenbahnstraße, nahe dem Lausitzer Platz in Kreuzberg.
Linckes früh erkennbare musikalische Neigungen zeigten sich besonders im Hang zur Militärmusik. Darum schickte seine Mutter ihn nach Abschluss der Realschule in die Lehre nach Wittenberge. Dort wurde er vier Jahre lang in der „Stadtpfeiferei“, der Wittenberger Stadtmusikkapelle von Rudolf Kleinow, als Fagottist ausgebildet. Darüber hinaus erlernte er dort auch das Spielen des Tenorhorns, des Schlagzeuges, das Klavierspiel sowie das Geigenspiel und schuf erste Gelegenheitskompositionen.
Seine Körpermaße entsprachen 1884, als er sich zu einer Ausbildung bewarb, nicht den Vorschriften für Militärmusiker. Stattdessen gelang es ihm, am Central-Theater in der Alten Jakobstraße bei Adolf Ernst ein erstes Engagement als Fagottist zu erhalten. Nach einem Jahr wechselte er ins Orchester des Ostend-Theaters in der Großen Frankfurter Straße. Er verliebte sich in die 16-jährige Soubrette Anna Müller, die er 1893 heiratete und von der er 1898 wieder geschieden wurde. Seine ehemalige Frau feierte später unter dem Namen Anna Müller-Lincke Triumphe beim Berliner Publikum.
In der Unterhaltungs- und Tanzmusik sammelte Lincke am Königsstädtischen Theater, dem Belle-Alliance-Theater und dem Parodie-Theater in der Oranienstraße wertvolle Erfahrungen. Er begleitete musikalisch die Varieté-Programme und lieferte eigene Kompositionen für beliebte Couplet-Sängerinnen. Seine Venus auf Erden, ein revueartiger Einakter, entstand 1897 im Apollo-Theater in der Friedrichstraße.
Zwei Jahre lang ließ sich Lincke am berühmtesten europäischen Varieté, den Folies Bergère in Paris, feiern. Danach kehrte er mit neuen Kompositionen an das Apollo-Theater zurück. Mit großem Erfolg wurde 1899 Frau Luna uraufgeführt. Im selben Jahr folgten Im Reiche des Indra und 1902 die Operette Lysistrata. Für das Libretto sorgte in beiden Fällen Heinz Bolten-Baeckers.
1901 traf Lincke eine junge Schauspielerin, die unter dem Künstlernamen Ellen Sousa bekannt war. Sie spielte im Friedrich-Wilhelmstädtischen Theater und begeisterte Lincke vom ersten Augenblick an. Nachdem sie ihm die erste Einladung ausgeschlagen hatte, was für Lincke eine ungewohnte Reaktion war, besuchte er immer wieder ihre Vorstellungen und lud sie jedes Mal aufs Neue ein, bis sie wenige Wochen nach ihrer ersten Begegnung in Linckes Wohnung in der Oranienstraße 64 einzog. Ihre Beziehung war von tiefer Zuneigung und Leidenschaft gekennzeichnet. Lincke konnte ihr keinen Wunsch abschlagen, daher sang Sousa die Rolle der „Frau Luna“ im Apollo-Theater.
Enthusiastische Kritiken und ein begeistertes Publikum ließen Sousa auf eine große Karriere hoffen, doch musste sie ihre Bühnentätigkeit wegen einer Schwangerschaft abbrechen: 1902 gebar sie einen Sohn, und der Vater Lincke verlangte, dass Sousa ihren Mutterpflichten nachkommen und die Bühnenarbeit zu diesem Zweck einstellen müsse. Diese Berufspause dauerte ein Vierteljahr.
Linckes Versuche, sich mit seiner familiären Situation zu arrangieren, scheiterten, daher bot er Ellen Sousa die Ehe an und verlangte im Gegenzug, dass sie für immer die Bühne verlasse. Sie rang ihm eine Bedenkzeit ab und versuchte sich in ihrer neuen Rolle als Hausfrau und Mutter. Lincke erlebte in dieser Zeit eine weitere Welle des Erfolgs, da seine Stücke nun wieder in Paris gefragt waren. Weiterhin verbrachte er die Abende, wenn nicht am Theater, in illustren Runden oder großen Gesellschaften, denen Sousa nicht beiwohnen konnte. Lincke forderte nun eine Antwort von Sousa und erklärte, wenn sie sich für die Bühne entscheiden sollte, wolle er sie und ihren gemeinsamen Sohn nicht mehr sehen. Er gab ihr zehn Tage Bedenkzeit, fuhr in dieser Zeit zu einem Gastspiel, und als er nach sechs Tagen zurückkehrte, waren Sousa und das Kind ausgezogen.
Jahre später heiratete Ellen Sousa einen Großkaufmann, dem sie nach Dresden folgte und der ihren Sohn ohne Einwände Linckes adoptierte. Dies war das endgültige Ende der Beziehung zu Ellen Sousa und seinem Sohn. An jene Ereignisse erinnert der Walzer Verschmähte Liebe.

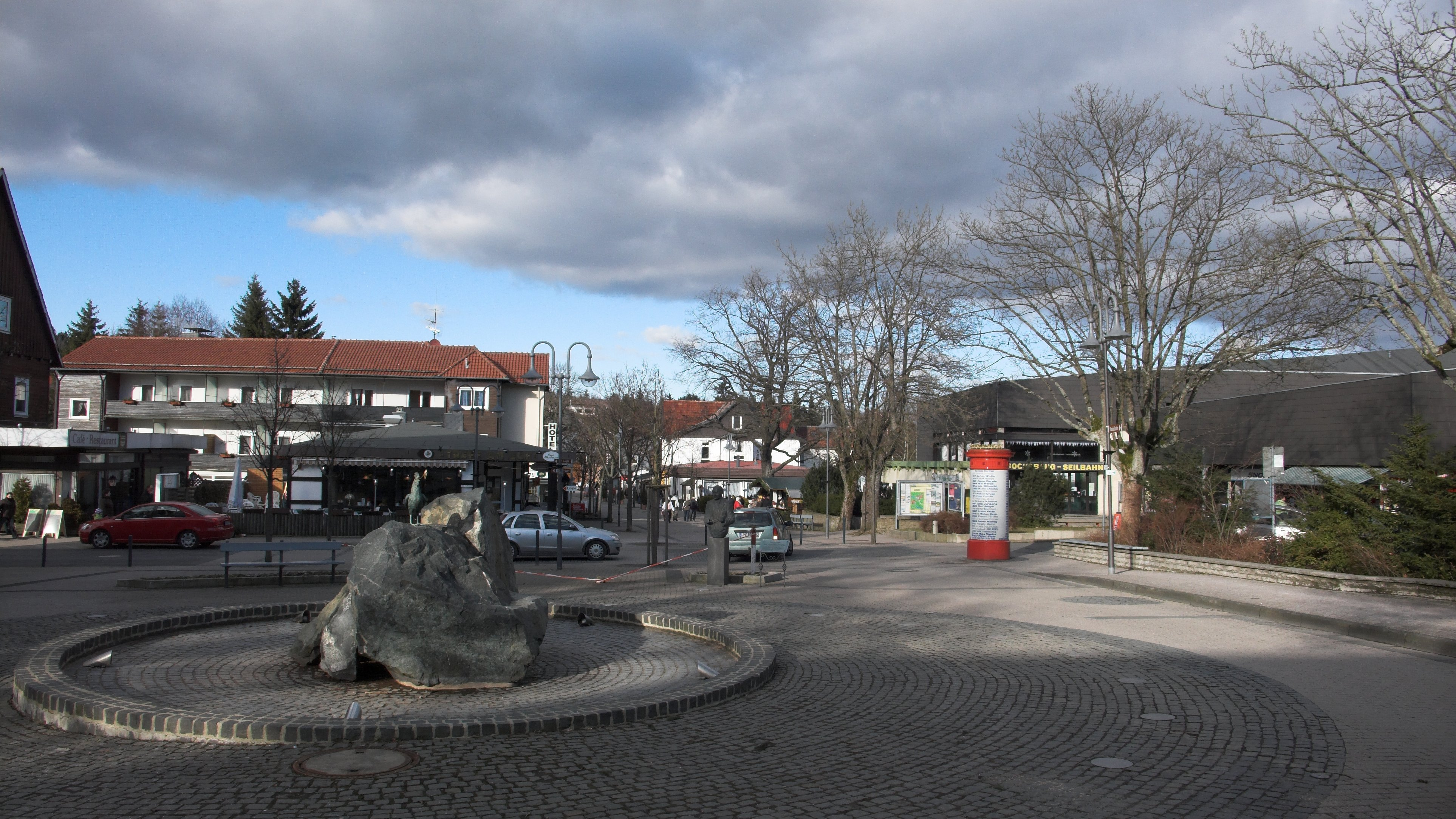
Paul-Lincke-Platz mit Denkmal im Zentrum von Hahnenklee

Der Direktor des Apollo-Theaters, Richard Schultz, verpflichtete Lincke 1908 als ersten Kapellmeister und Komponisten an das Metropol-Theater, dessen pompöse Ausstattungsrevuen zu den größten Attraktionen der Reichshauptstadt gehörten.

### Zeit des Nationalsozialismus
Anders als viele Biographien vor ihm hat Jan Kutscher 2016 in seiner Lincke-Biographie sich erstmals mit dieser Thematik auseinandergesetzt und auch andere biographische Angaben dazu kritisch hinterfragt: Kutscher differenzierte damit insofern auch die Akten-Recherchen von Fred K. Prieberg, die sich aus seiner Sicht als erheblich komplexer darstellen würden.
Lincke war von Anfang an Mitglied und im Vorstand der Kameradschaft der Deutschen Künstler e. V., die 1933 unter der Schirmherrschaft von Joseph Goebbels gegründet wurde. Ab 1933 war er im Ehrenvorstand des Neuen Deutschen Bühnen- und Filmklubs, ab 1936 Ehrenpräsident des Berufsstandes der Deutschen Komponisten. 1933 komponierte er u. a. den Marsch Unsere braunen Jungens, der dann zum Repertoire der SS-Leibstandarte Adolf Hitler gehörte. Dem folgten weitere Kompositionen mit ähnlichen Titeln – in seinem unverwechselbaren (und hinsichtlich der Titel auch austauschbaren) Musikstil. Er war nie Mitglied der NSDAP. Gleichzeitig verbanden ihn persönliche, teilweise sehr enge Kontakte zu verschiedenen prominenten Nationalsozialisten wie dem Kulturfunktionär Hans Hinkel, dem sogenannten „Reichsbühnenbildner“ Benno von Arent und Magda Goebbels, der Ehefrau des Reichspropagandaministers Joseph Goebbels.
Goebbels überreichte Lincke 1937 die Silberne Ehrenplakette seiner Heimatstadt Berlin sowie zu seinem 75. Geburtstag am 7. November 1941 in Anwesenheit aller Ratsherren, Kreisleiter und des stellvertretenden Gauleiters Staatsrat Artur Görlitzer im Auftrag von Adolf Hitler die Goethe-Medaille für Kunst und Wissenschaft, die damals „höchste Auszeichnung des deutschen Kunstschaffens“ und den Ehrenbürgerbrief der Reichshauptstadt. Goebbels hielt dazu auch die Laudatio und überreichte als persönliches Geschenk einen Dirigentenstab mit Etui und Widmung. Linckes Musik erlebte während der Zeit des Nationalsozialismus eine Renaissance, wodurch sich zwischen 1934 und 1940 sein Einkommen ungefähr verdreifachte.
Im Lichte dieser Entwicklung kommt zwar der Musikwissenschaftler Albrecht Dümling zur Einschätzung, dass Lincke ein Profiteur des „Dritten Reiches“ gewesen sei, was jedoch in dieser Pauschalität widerlegt ist: Lincke war und blieb nach den Recherchen des Lincke-Forschers Jan Kutscher dem NS-Staat in gewisser Weise zu suspekt, um ihn in ihre Propaganda voll einzubinden bzw. einbinden zu wollen: Den damaligen NS-Größen war Lincke trotz aller Ehren mit einer „vergangenen Zeit“ verbunden. Exemplarisch standen dafür insbesondere solche nach wie vor populären Musikstücke (und Titel), wie Schlösser, die im Monde liegen, oder auch Bis früh um fünfe, kleine Maus, die der (gewünschten) Ideologie des NS-Staates völlig fremd waren. Auch eine Aufnahme Linckes in die Gottbegnadeten-Liste bzw. deren Vorgänger wurde durch die Machthaber nie in Betracht gezogen.
Da nach 1945 der amerikanischen und auch der britischen Besatzungsmacht gleichwohl Linckes Verbindungen zum NS-Staat bekannt waren, belegten sie ihn in ihren jeweiligen Besatzungszonen mit Auftrittsverboten, die bis zu Linckes Tod nicht aufgehoben wurden. Gleichwohl wurden Auftritte von ihm, z. B. in Arzberg, geduldet, mit denen sich Lincke finanziell 1945 und 1946 über Wasser hielt.

### Nach dem Zweiten Weltkrieg

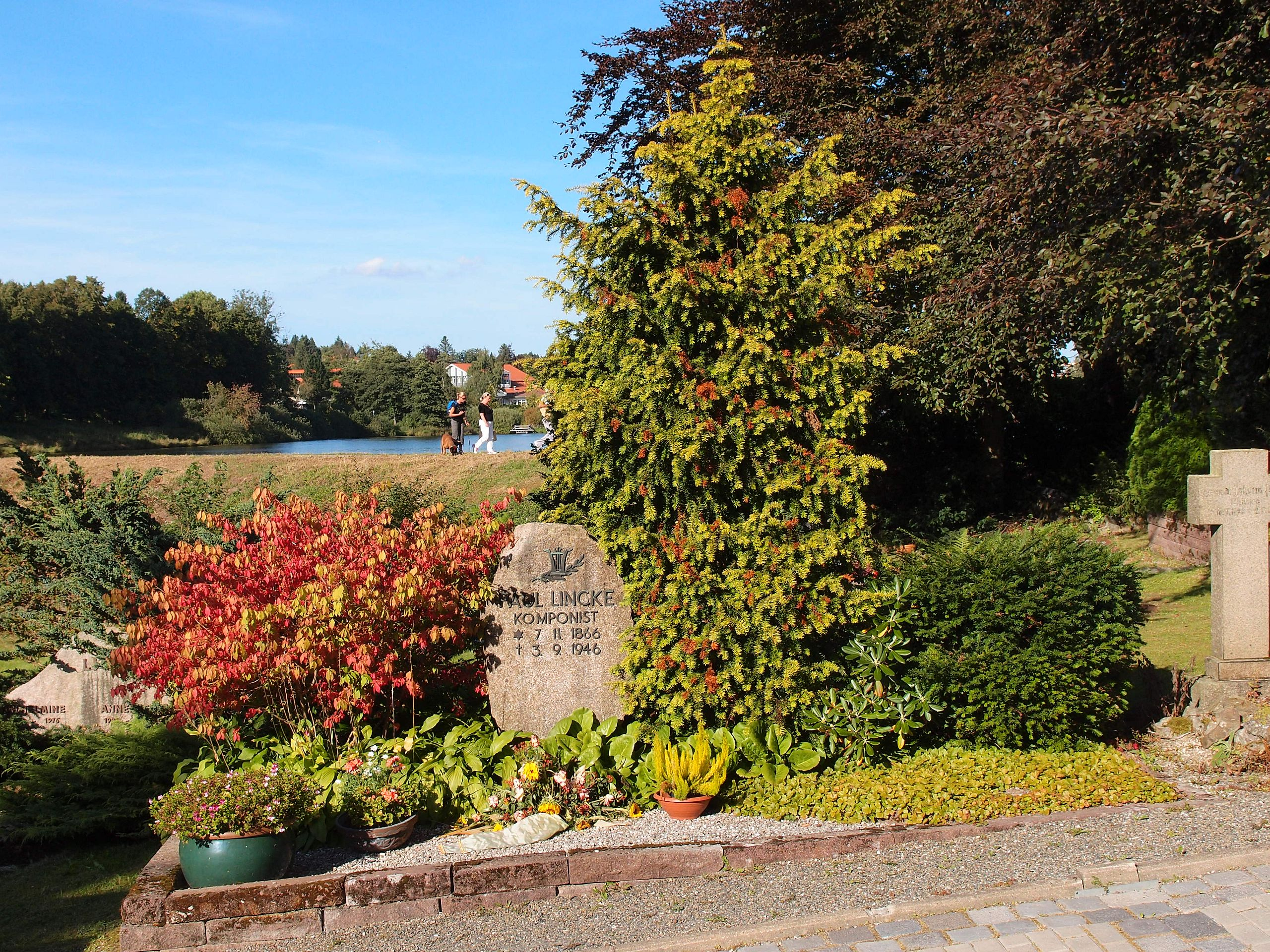
Linckes Grab auf dem Friedhof von Hahnenklee

1943 gastierte Lincke im böhmischen, damals zum Reichsgau Sudetenland gehörigen Marienbad, um dort sein Werk Frau Luna zu dirigieren, dessen Uraufführung 1899 als Geburtsstunde der Berliner Operette gilt. Während seiner Abwesenheit wurden seine Wohnung und sein Verlag in der Berliner Oranienstraße im Zweiten Weltkrieg ausgebombt. Nach Kriegsende wollte der von der Vertreibung der Deutschen aus der Tschechoslowakei bedrohte Lincke nach Berlin zurückkehren. Lange bemühte er sich vergebens um die Zuzugsgenehmigung der Alliierten, die man damals auch als gebürtiger Berliner benötigte.
Mit Hilfe des amerikanischen Generals John Leonard Pierce (1895–1959) übersiedelte er zunächst mit seiner Haushälterin Johanna Hildebrandt, die bereits 35 Jahre für ihn gesorgt hatte, in das zur amerikanischen Besatzungszone gehörige, nicht weit von Marienbad entfernte oberfränkische Arzberg. Am 7. und 12. Dezember 1945 wurde im Richard-Wagner-Festspielhaus in Bayreuth ein auf ihn zugeschnittenes Potpourri mit dem Titel Music You Love to Hear aufgeführt, das Lincke selbst dirigierte.
In Oberfranken herrschte für den gesundheitlich bereits angeschlagenen Lincke nicht das richtige Klima, daher sorgten Freunde in Lautenthal für eine Übersiedlung nach Hahnenklee, einem heilklimatischen Kurort in der Nähe von Goslar. Dort starb er kurz vor Vollendung seines 80. Lebensjahres. Nach der Trauerfeier in der Stabkirche Hahnenklee erfolgte seine Beisetzung auf dem Hahnenkleer Friedhof, wo sein Grab bis heute gepflegt wird.

## Ehrungen
Paul Linke wurde 1941 zu seinem 75. Geburtstag Ehrenbürger von Berlin.
Eine Uferstraße am Landwehrkanal in Berlin-Kreuzberg, die in ihren Abschnitten ehemals mehrere Namen hatte, wurde am 7. November 1956, dem 90. Geburtstag des Komponisten, in Linckeufer benannt. Zehn Jahre später, am 7. November 1966, vervollständigte man den Namen offiziell zu Paul-Lincke-Ufer.
Auf Initiative des Opernsängers und Intendanten Heiko Reissig wurde eine Bronzebüste von Paul Lincke zu den Elblandfestspielen 2001 in Wittenberge auf dem neubenannten Paul-Lincke-Platz vor dem Festspielhaus der Elbestadt eingeweiht.
Die Europäische Kulturwerkstatt Berlin-Wien (EKW) führt regelmäßig den Internationalen Gesangswettbewerb für Operette „Paul Lincke“ durch. Der erste Wettbewerb fand 2001 unter dem Juryvorsitz von Kammersängerin Renate Holm im Festspielhaus von Wittenberge statt.

## Werke

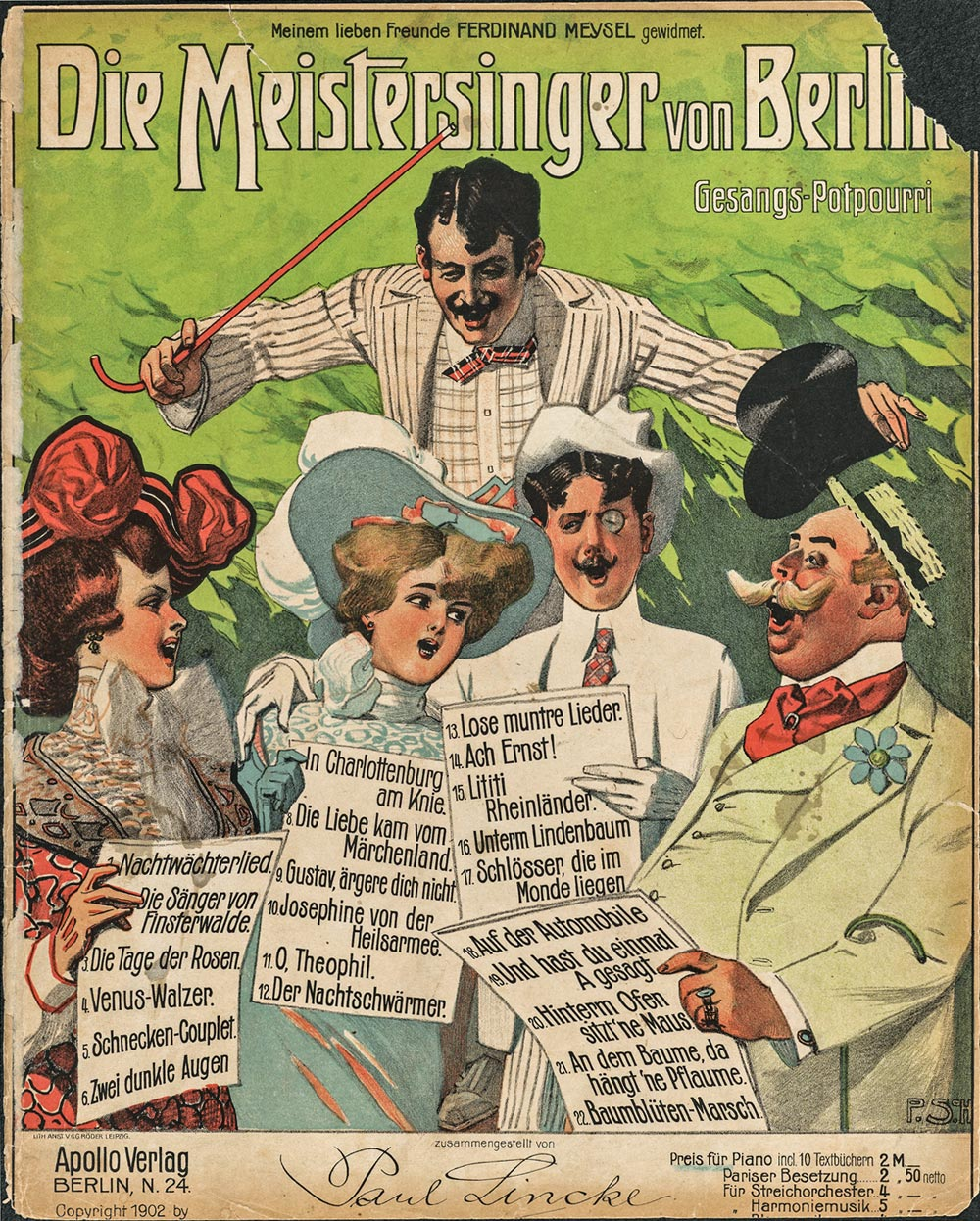
Titelblatt Notenheft: Die Meistersinger von Berlin – Paul Lincke

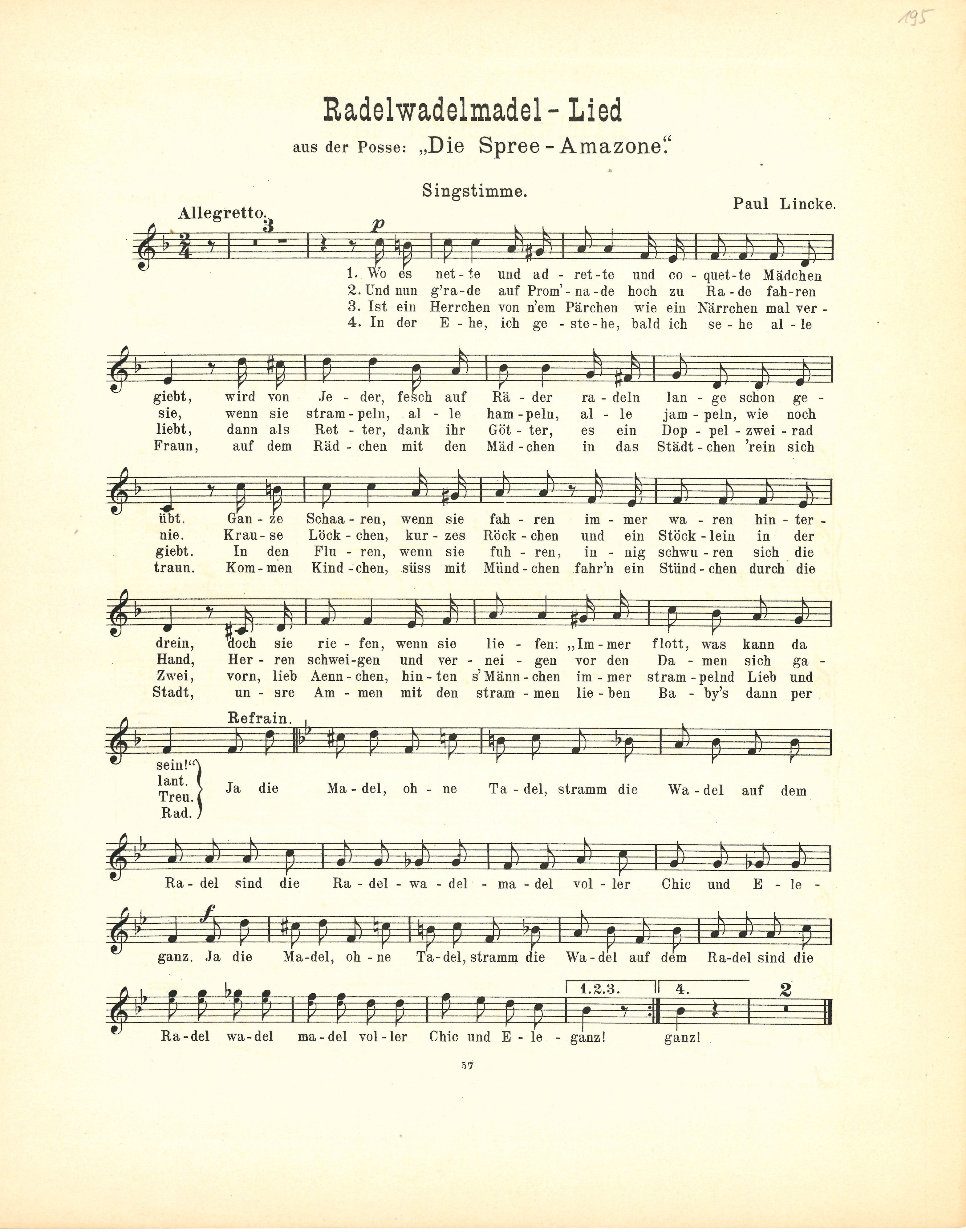
Radelwadelmadel-Lied, in: ,Die Spree-Amazone', um 1896.

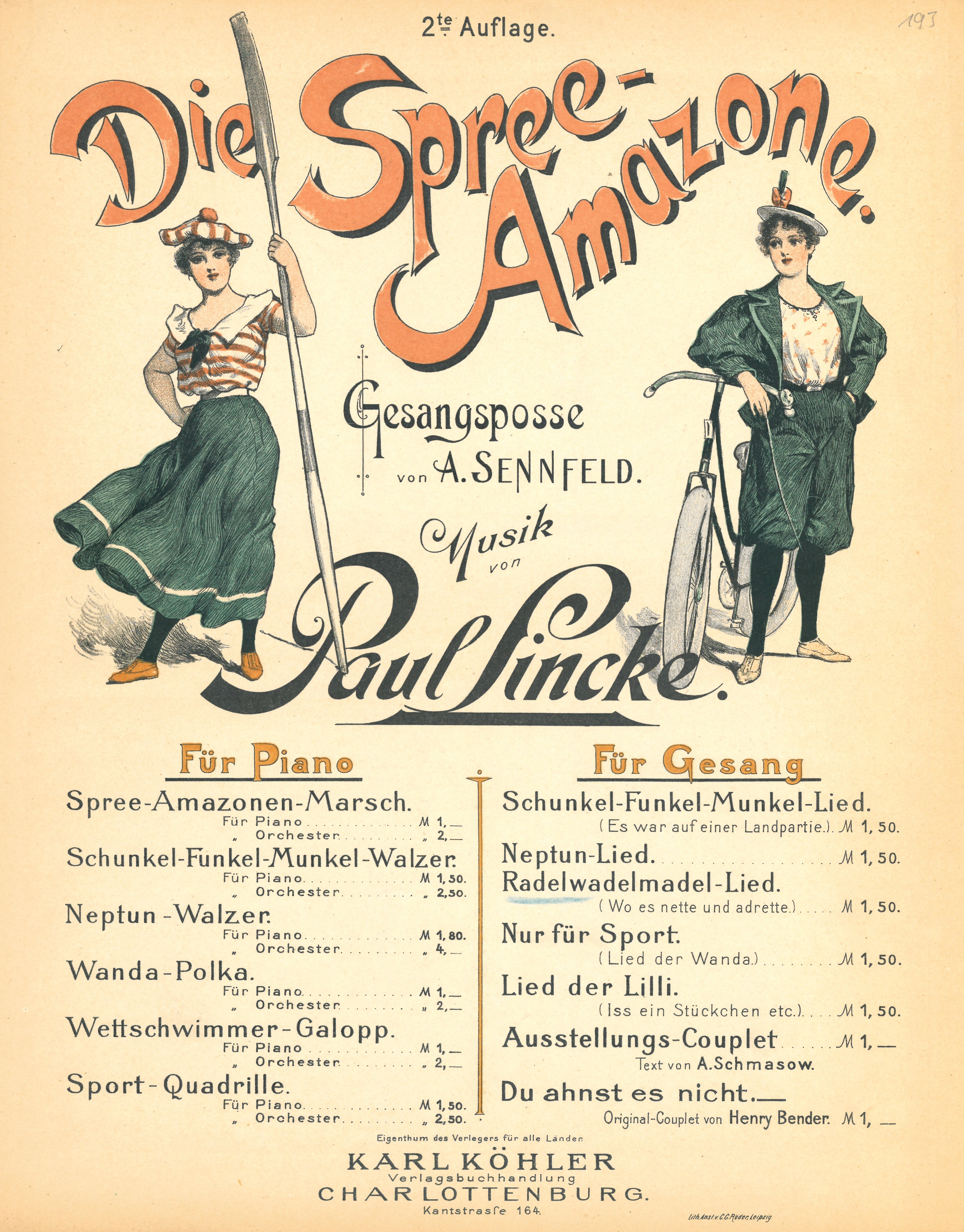
Die Spree-Amazone, Gesangsposse von A. Sennfeld, Karl Köhler, Verlagsbuchhandlung Charlottenburg, Nr. 57 (Bl. 193–195), um 1896.

### Operetten (Auswahl)
- Venus auf Erden (Uraufführung (UA) Berlin, 1897.)
- Frau Luna (UA Berlin, 1899.)
- Im Reiche des Indra (UA Berlin, 1899.)
- Fräulein Loreley (UA Berlin, 1900.)
- Lysistrata (UA Berlin, 1902.)
- Nakiris Hochzeit, oder: Der Stern von Siam (UA Berlin, 1902.)
- Prinzeß Rosine (UA Berlin, 1905.)
- Grigri (UA Berlin, 1911.)
- Casanova (UA Darmstadt, 1913.)
- Ein Liebestraum (UA Hamburg, 1940.)

### Gesangswalzer, Tänze, Marschlieder und Charakterstücke
- Radelwadelmadel-Lied. (Wo es nette und adrette.) (Singstimme in: Die Spree-Amazone, um 1896)
- Verschmähte Liebe. Walzer.
- Wenn auch die Jahre enteilen. (Exakt: Es war einmal aus Im Reiche des Indra)
- Lose, munt’re Lieder. (Walzerlied, aus Frau Luna)
- Schenk’ mir doch ein kleines bißchen Liebe. (Ursprünglich aus der Burleske Berliner Luft, 1922 in Frau Luna eingebaut)
- Bis früh um fünfe, kleine Maus. (Marschlied aus dem Schwank Bis früh um fünfe!)
- Nimm mich mit, nimm mich mit, in dein Kämmerlein. (Polkalied aus Bis früh um fünfe!)
- Schlösser, die im Monde liegen. (Fantasie aus Frau Luna)
- Laßt den Kopf nicht hängen. (Marschlied aus Frau Luna)
- Glühwürmchen-Idyll. (Aus Lysistrata)
- Berliner Luft. (Ursprünglich aus der Burleske Berliner Luft, 1922 in Frau Luna eingebaut)
- Folies-Bergère. Marsch. (1922 als Zwischenaktmusik in Frau Luna übernommen)
- Schutzmann-Marsch. (Aus Frau Luna)
- Karten-Sammler. Marsch. Dem Erfinder der Ansichtskarten Herrn Johannes Miesler gewidmet [für Klavier], mit humoristischen Texten von Paul Großmann unterlegt. Internationaler Musik-Verlag Apollo, Berlin um 1920.
- Siamesische Wachtparade. Charakterstück. Seiner Majestät Tschulalongkorn König von Siam ehrfurchtsvoll gewidmet. (Aus Nakiris Hochzeit)
- Hinterm Ofen sitzt ’ne Maus, die muß raus, die muß raus! Lied.
- Geburtstagsständchen. Charakterstück.
- Die Gigerlkönigin. Rheinländer; bekannt geworden durch Paula Menotti[5]
- Donnerwetter – tadellos! (Der Gardeleutnant), Lied und Marsch aus der Revue Donnerwetter – tadellos! des Metropoltheaters, Berlin 1908.[6]
- Märkische Heide, 1933.
- Unsere braunen Jungens, 1933.
- Unsere braunen Mädels, 1935.
- Deutsche Soldaten, 1935.
- Jawoll, jawoll!, 1938.
- Deutschland muss siegen, 1940.
- Lili-Marleen-Marsch, 1942.
- Einmal möcht ich dich noch wiedersehn, 1944.